# Совет всемирной миссии
Совет всемирной миссии (англ. The Council for World Mission CWM) — это всемирное сообщество, состоящее преимущественно из протестантских христианских церквей. Организация работает над распространением знаний о Христе по всему миру и поддерживает своих 32 членов в их миссионерской работе, делясь своими финансовыми, интеллектуальными и человеческими ресурсами. 

## Структура
В состав организации входят 32 члена в Тихоокеанском регионе (10), Европе (5), Восточной Азии (6), Южной Африке и Индийском океане (5), Южной Азии (4) и странах Карибского бассейна (2). Члены представляют реформатскую традицию,  многие из них являются пресвитерианскими, конгрегационалистскими или объединенными церквями.
Джузеп Кым (англ. Jooseop Keum) является генеральным секретарем совета и рукоположенным служителем пресвитерианской церкви Кореи. Он преподавал историю и вопросы экуменической миссиологии в качестве профессора-исследователя в Стелленбосском университете в Южной Африке.
Церкви-члены представлены 128 делегатами, по четыре от каждой церкви-члена. Делегаты выбирают модератора, казначея и всех членов Совета директоров. Церкви-члены собираются ежегодно, чтобы одобрить любые поправки к Меморандуму и Уставу, назначить Генерального секретаря, а также принять или исключить членов по рекомендации Совета директоров. 

## История
Совет был основан в 1977 году путем объединения Лондонского миссионерского общества (основано в 1795 году), (колониального) миссионерского общества Содружества (с 1836 года) и Пресвитерианского совета миссий (с 1847 года). 
Совет был создан как эксперимент миссионерской организации нового типа. Ресурсы больше не могли поступать только из Европы. Церкви Совета проголосовали за демократическую структуру, в которой каждый мог бы вносить вклад и получать друг от друга на равных. Совет считает, что поместная церковь несет главную ответственность за продвижение Божьей миссии на местном уровне. Как глобальная организация, совет существует для того, чтобы способствовать обмену ресурсами для миссии партнерства церквей-членов.
Совет перенес секретариат из Лондона в Сингапур 28 октября 2012 года на церемонии в пресвитерианской церкви Славы в Сингапуре.

## Программы
У совета есть четыре постоянные программы — совместное финансирование, обмен персоналом, развитие миссии и образование, а также коммуникация. Программы поддерживают, предоставляют возможности обучения, обмениваются информацией и оказывают практическую помощь миссионерским программам церквей. Церкви-члены осуществляют богословское образование, пастырское служение, здравоохранение (включая лечение ВИЧ / СПИДа), консультирование и общественную работу. Совет предлагает своим членам программы обучения, миссиологические исследования и стипендии.
Программа «Партнеры в миссии» направлена на обмен миссионерским персоналом между церквями-членами. Программа «Лицом к лицу» предлагает студентам-теологам стажировку за рубежом сроком до двух месяцев. В 2008 году совет начал партнерство с колледжем Святого Георгия для реализации программы «Лицом к лицу» в Израиле.  В число стран-партнеров этой программы входят США, Фиджи, Индия и Замбия.

## Архивы
Архив совета хранится в Школе востоковедения и африканистики в Лондоне. 

## Внешние ссылки
- Домашняя страница Совета всемирной миссии